# Neogalerucella stefanssoni
Neogalerucella stefanssoni är en skalbaggsart som först beskrevs av Brown 1938.  Neogalerucella stefanssoni ingår i släktet Neogalerucella och familjen bladbaggar. Inga underarter finns listade i Catalogue of Life.